# Estadi Olímpic Metropolità de Mérida
L'Estadi Olímpic Metropolità de Mérida és un estadi multiusos de la ciutat de Mérida, Veneçuela.
L'estadi va ser inaugurat el 25 de maig de 2007. Té una capacitat per a 42.200 espectadors, 40.906 en partits internacionals. És la seu del club Estudiantes de Mérida FC.

## Copa América 2007
Va ser una de les seus de la Copa Amèrica de futbol de 2007.

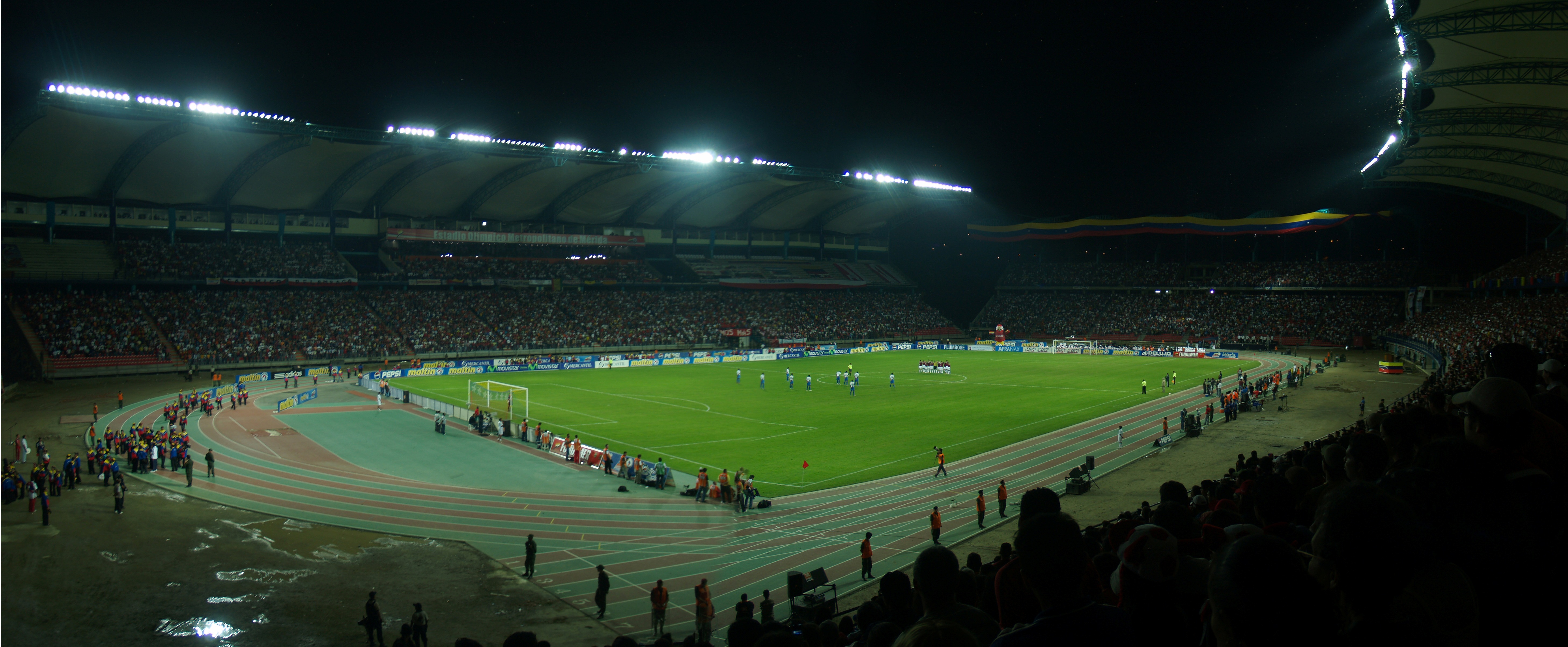
Interior de l'estadi.

| Data       | Hora  | Equp 1    | Res. | Equp 2  | Ronda  |
| ---------- | ----- | --------- | ---- | ------- | ------ |
| 2007-06-26 | 18.00 | Uruguai   | 0-3  | Perú    | Grup A |
| 2007-07-03 | 18.30 | Perú      | 2-2  | Bolívia | Grup A |
| 2007-07-03 | 20.45 | Veneçuela | 0-0  | Uruguai | Grup A |